# Sphecosoma albipalpe
Sphecosoma albipalpe là một loài bướm đêm thuộc phân họ Arctiinae, họ Erebidae.